# Гижига (село)
Ги́жига (до 1926 года — Кушка или Новая Гижига) — село в Северо-Эвенском районе Магаданской области России. До 2015 года образовывало муниципальное образование — сельское поселение село Гижига.

## География
Расположено на правом берегу реки Ги́жига, при её впадении в Гижигинскую губу Охотского моря; в 80 км от Эвенска (по автодороге). Современное название село получило после окончательного исчезновения города Гижигинска (позже местечка Гижига), для которого Кушка играла роль удалённой пристани судов, приходящих по одноимённой с городом реке. На последнем этапе одновременного существования обоих населённых пунктов исчезающий город именовался Старая Гижига, а растущее село Кушка у пристани — Новая Гижига.

## История
Кушка была древнекорякским поселением. В ходе освоения Дальнего Востока в XVIII–XIX веке рядом с этим поселением, на реке была создана пристань, у которой происходила перевалка грузов для города Гижигинска (в 25 км от Кушки). Рядом с пристанью впоследствии выросло поселение (первоначально урочище).
После потери бывшим Гижигинском статуса города, а затем, уже в статусе местечка (Гижига) — и уездного центра, население города постепенно переместилось в село Кушка, которое в 1926 году было переименовано в село Гижига.
В 1926 году образован Гижигинский сельский Совет. В 1920-е годы в течение нескольких лет население Гижиги перебралось в село Кушка в устье реки Гижиги, де-факто ставшее административным центром Гижигинского сельсовета: по этой причине было принято решение о переименовании Кушки в Гижигу. Тогда за Гижигинском закрепилось название Старой Гижиги, за новой Гижигой — Новая Гижига.

## Население
| 2002 | 2010 | 2012 | 2013 | 2014 | 2015 | 2019 |
| ---- | ---- | ---- | ---- | ---- | ---- | ---- |
| 589  | ↘325 | ↘288 | ↘269 | ↘259 | ↘245 | ↘238 |
| 2020 | 2021 |      |      |      |      |      |
| ↘182 | ↘98  |      |      |      |      |      |

Население — ↘98 человек (2021). В 2012 году их насчитывалось 460, из которых 75 % составляли коренные малочисленные народы. Население в 2002 году — 589 человек, из них более половины составляли эвены.

## Известные уроженцы, жители
Юрий Владимирович Ханькан (1962, с. Гижига, Северо-Эвенский район, Магаданская область — 2022, с. Гижига, Северо-Эвенский городской округ, Магаданская область) — колымский косторез, знаток эвенского эпоса, сказитель, автор эвенских сказок.

## Экономика
В годы советской власти создан совхоз «Расцвет Севера», открыты клуб и дом туземца. Получили развитие рыболовство, оленеводство, молочное животноводство, растениеводство.
В настоящее время в Гижиге действует национальный совхоз «Расцвет Севера», основной направленностью которого является оленеводство и рыболовство.